# Ammolabrus dicrus
Ammolabrus dicrus – gatunek ryby z rodziny wargaczowatych, jedyny przedstawiciel rodzaju Ammolabrus Randall & Carlson, 1997. 

## Występowanie
Gatunek ten żyje na wodach Oceanu Spokojnego. Udało się go zaobserwować jedynie w pobliżu Hawajów. Preferuje wody o głębokości do 18 metrów. Przebywa blisko piaszczystego dna.

## Opis
Osiąga do 9 cm długości. Żywi się zooplanktonem.